# Scole
Scole is een civil parish in het bestuurlijke gebied South Norfolk, in het Engelse graafschap Norfolk met 1367 inwoners.